# Eduard O'Rourke

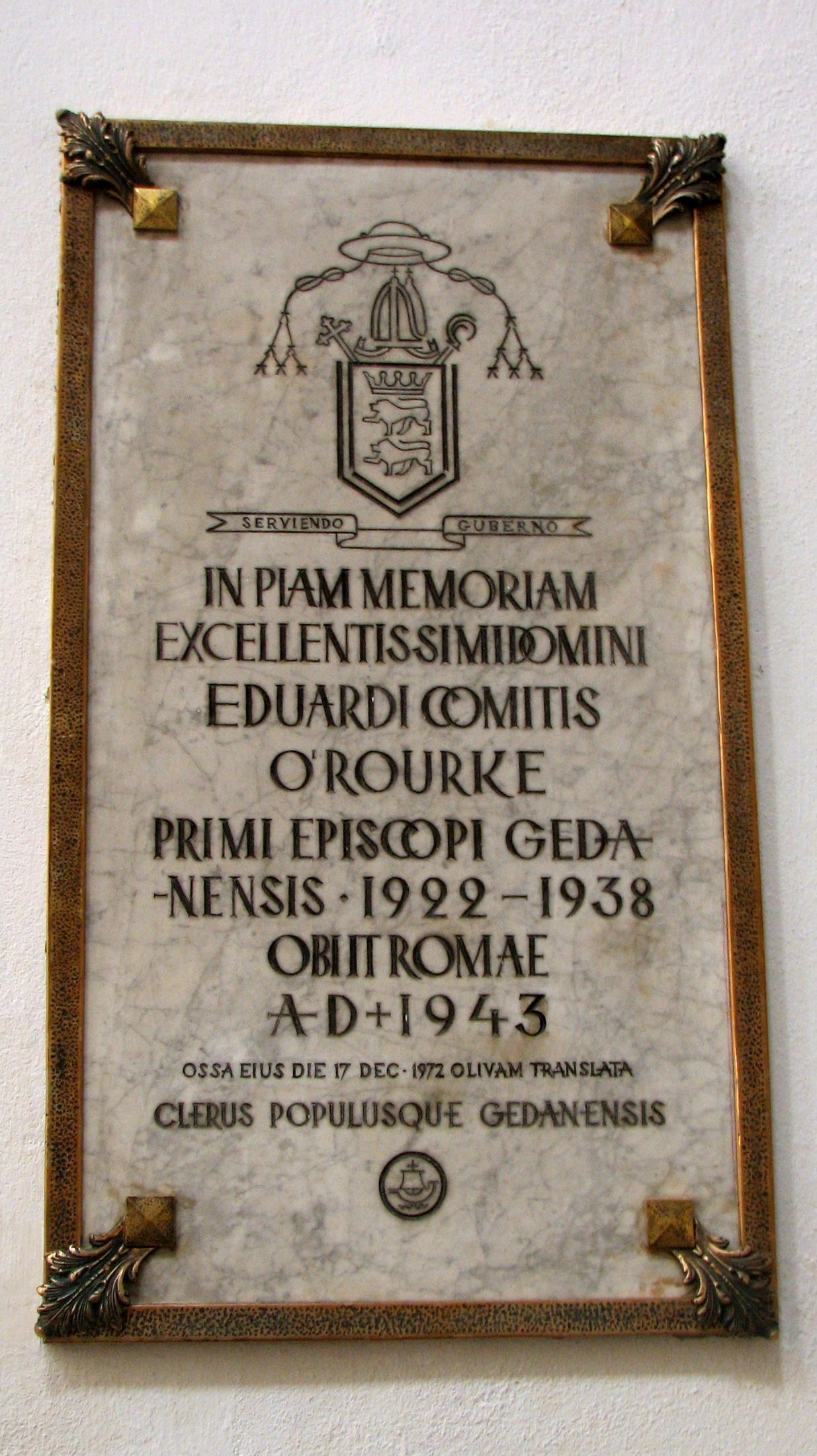
Plaqette voor bisschop O’Rourke in de kathedraal van Oliwa

Eduard O’Rourke (Minsk, 26 oktober 1876 - Rome, 27 juni 1943) was een rooms-katholiek geestelijke. Hij was bisschop van Riga en Danzig.

## Jeugd en opleiding
Eduard graaf O'Rourke werd geboren in Minsk. Zijn voorouders waren uit Ierland afkomstig. De O'Rourkes behoorden tot de adel van het Russische Keizerrijk. Zijn vader Michael graaf O’Rourke was getrouwd met de Duits-Baltische Angelika von Bochwitz. Eduard ging naar het Jezuïetengymnasium in Chyrów (tegenwoordig in Oekraïne) Hij leerde op jonge leeftijd Duits, Engels, Russisch, Frans, Pools, Latijn, en Grieks. Op 27 oktober 1907 werd hij priester gewijd. Hij ging vervolgens theologie studeren en werd uiteindelijk hoogleraar kerkgeschiedenis in de Duitse en Franse taal aan het priesterseminarie van het aartsbisdom Mohilev in Sint-Petersburg. Daar maakte hij in 1917 de Russische Revolutie mee; een ervaring die zijn houding ten opzichte van het communisme en bolsjewisme heeft gevormd.

## Bisschop van Riga

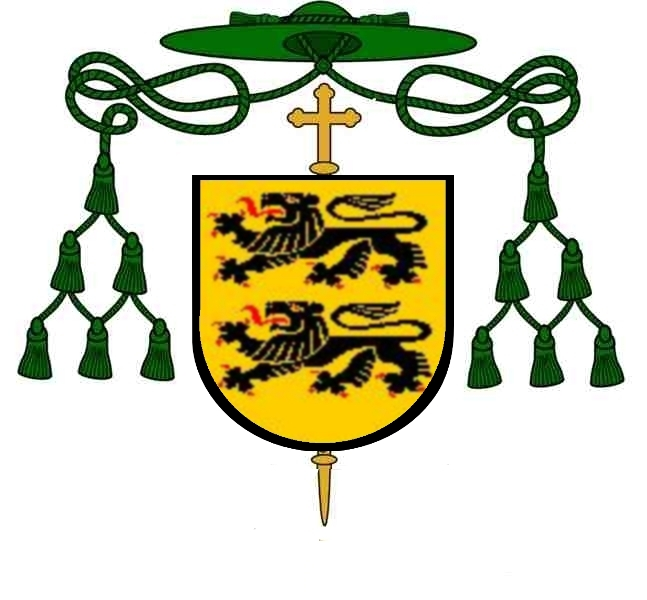
Wapen als bisschop van Riga

Door de verzelfstandiging van Letland, werd door de Heilige Stoel besloten het bisdom Riga weer op te richten. Op 15 december 1918 werd O'Rourke tot bisschop van Riga gewijd. Deze wijding vond plaats in Vilnius omdat dit door ongeregeldheden niet in Riga mogelijk was. Er waren nog steeds Duitse troepen in Letland aanwezig die strijd leverden met de bolsjewieken. O'Rourke kon pas in 1919 in Riga op de bisschopszetel plaatsnemen. De belangrijkste taak van O'Rourke was om de kerkelijke organisatie en hiërarchie in het gebied weer te herstellen. Hij haalde voor de korte termijn buitenlandse geestelijken naar het bisdom, omdat de meeste Duitse en Poolse geestelijken gevlucht waren. Daarnaast stimuleerde hij ook de aanwas van priesters uit eigen land. Gelijktijdig voerde hij concordaatonderhandelingen, begeleid door de nuntius in Warschau, Achille Ratti (de latere Paus Pius XI). Op aanraden van O'Rourke werd door de Heilige Stoel het grote bisdom Kaunas onder het gezag van Riga gebracht, mede om het geestelijke territorium gelijk te maken aan de staatkundige grenzen van de Republiek Letland. De verheffing van Riga tot aartsbisdom in 1922 maakte O'Rourke echter als bisschop van Riga niet meer mee.

## Apostolisch delegaat
De regering en de plaatselijke geestelijkheid eisten dat de bisschop van Riga een Let moest zijn. Hierop bood hij bij de paus zijn ontslag aan. In plaats daarvan werd hij op 10 april 1920 benoemd tot titulair bisschop van Canea en tot apostolisch delegaat voor de Baltische Staten. Samen met Achille Ratti kon hij zo verder het concordaat van de Heilige Stoel verwezenlijken.

## Bisschop van Danzig

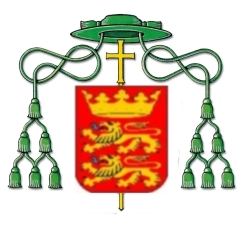
Wapen als bisschop van Danzig

Op 21 april 1922 werd O'Rourke benoemd tot adiminstrator van Danzig. Hij kreeg vanuit Rome de opdracht mee om de neutraliteit op kerkelijk lokaal niveau te bewaken in het conflict tussen Duitsland en Polen. Dit lukte slechts ten dele. De vrije stad Danzig was na de Eerste Wereldoorlog aan Duitsland onttrokken en de grenzen van de bisdommen moesten opnieuw worden bepaald. Op 2 januari 1926 werd hij aangesteld tot eerste bisschop van Danzig. De relatie van O'Rourke met de Duitse bevolking verslechterde aanzienlijk toen in 1933 de Nazi's aan het bewind kwamen. Uiteindelijk moest hij omwille van zijn sympathieën voor de Poolse bevolking in 1938 zijn ambt neerleggen.
Hij werd vervolgens titulair bisschop van Sophene. Hij nam de Poolse nationaliteit aan en werd domkapitularis in het aartsbisdom Gniezno/Poznań. Na het uitbreken van de Tweede Wereldoorlog week hij uit naar Rome, waar hij in 1943 overleed. O'Rourke werd begraven op de begraafplaats van Verano. In 1972 werd zijn stoffelijk overschot herbegraven in de Kathedraal van Oliwa.